# Плавання на літніх Олімпійських іграх 1912
Змагання з плавання на літніх Олімпійських іграх 1912 у Стокгольмі тривали з 6 до 12 липня 1912 року Стокгольмській затоці. Розіграно 9 комплектів нагород: 7 серед чоловіків і 2 серед жінок (жіночі змагання відбулися вперше). Змагалося 120 спортсменів з 17-ти країн.

## Таблиця медалей
| Місце               | Країна                | Золото | Срібло | Бронза | Загалом |
| ------------------- | --------------------- | ------ | ------ | ------ | ------- |
| 1                   | Німеччина (GER)       | 2      | 3      | 2      | 7       |
| 2                   | Австралазія (ANZ)     | 2      | 2      | 2      | 6       |
| 3                   | США (USA)             | 2      | 1      | 1      | 4       |
| 4                   | Канада (CAN)          | 2      | 0      | 0      | 2       |
| 5                   | Велика Британія (GBR) | 1      | 2      | 3      | 6       |
| 6                   | Швеція (SWE)          | 0      | 1      | 0      | 1       |
| 7                   | Австрія (AUT)         | 0      | 0      | 1      | 1       |
| Загалом (7 збірних) | Загалом (7 збірних)   | 9      | 9      | 9      | 27      |

## Медальний залік

### Чоловіки
| Дисципліни                      | Золото                                                                    | Срібло                                                              | Бронза                                                                        |
| ------------------------------- | ------------------------------------------------------------------------- | ------------------------------------------------------------------- | ----------------------------------------------------------------------------- |
| 100 м вільним стилем            | Дьюк Каганамоку (USA)                                                     | Сесіл Гілі (ANZ)                                                    | Кен Гашаг (USA)                                                               |
| 400 м вільним стилем            | Джордж Годжсон (CAN)                                                      | Джон Гетфілд (GBR)                                                  | Гаролд Гардвік (ANZ)                                                          |
| 1500 м вільним стилем           | Джордж Годжсон (CAN)                                                      | Джон Гетфілд (GBR)                                                  | Гаролд Гардвік (ANZ)                                                          |
| 100 м на спині                  | Гаррі Гебнер (USA)                                                        | Отто Фар (GER)                                                      | Пауль Келльнер (GER)                                                          |
| 200 м брасом                    | Вальтер Бате (GER)                                                        | Вільгельм Люцов (GER)                                               | Пауль Маліш (GER)                                                             |
| 400 м брасом                    | Вальтер Бате (GER)                                                        | Тор Геннінґ (SWE)                                                   | Персі Кортмен (GBR)                                                           |
| Естафета 4×200 м вільним стилем | Австралазія (ANZ) Сесіл Гілі Малколм Чемпіон Леслі Бордмен Гаролд Гардвік | США (USA) Кен Гашаг Гаррі Гебнер Перрі Макґілліврей Дьюк Каганамоку | Велика Британія (GBR) Вільям Фостер Томас Баттерсбі Джон Гетфілд Генрі Тейлор |

### Жінки
| Дисципліни                      | Золото                                                             | Срібло                                                                   | Бронза                                                                   |
| ------------------------------- | ------------------------------------------------------------------ | ------------------------------------------------------------------------ | ------------------------------------------------------------------------ |
| 100 м вільним стилем            | Фанні Дюрек (ANZ)                                                  | Вільгельміна Вайлі (ANZ)                                                 | Дженні Флетчер (GBR)                                                     |
| Естафета 4×100 м вільним стилем | Велика Британія (GBR) Белл Мур Дженні Флетчер Енні Спірз Ірен Стір | Німеччина (GER) Валлі Дрессель Луїзе Отто Герміне Штіндт Ґрете Розенберґ | Австрія (AUT) Марґарете Адлер Клара Мільх Йозефіне Штікер Берта Цагоурек |

## Країни-учасниці
Змагалися 93 плавці і 27 плавчинь з 17-ти країн:
- Австралазія  (9)
- Австрія  (8)
- Бельгія  (5)
- Канада  (1)
- Данія  (1)
- Фінляндія  (6)
- Франція  (3)
- Німеччина  (17)
- Велика Британія  (18)
- Греція  (1)
- Угорщина  (8)
- Італія  (2)
- Норвегія  (5)
- Росія  (4)
- ПАР  (1)
- Швеція  (24)
- США  (7)